# Newquay
Newquay (kornsky Tewynblustri) je město v hrabství Cornwall, v Anglii ve Spojeném království. Jeho partnerským městem je francouzská obec Dinard.
V roce 2001 zde žilo 19 562 obyvatel.